# Mollami pt. 2
Mollami pt. 2 è un singolo del rapper italiano Guè, pubblicato il 13 gennaio 2023 come primo estratto dall'ottavo album in studio Madreperla.

## Descrizione
Il brano è stato prodotto da Bassi Maestro e rappresenta la seconda parte di Mollami, originariamente contenuto nel terzo album Vero. Contiene inoltre un campionamento della canzone Here Comes the Hotstepper di Ini Kamoze del 1994.

## Classifiche
| Classifica (2023) | Posizione massima |
| ----------------- | ----------------- |
| Italia            | 11                |